# 城南街道 (北流市)
城南街道，是中华人民共和国广西壮族自治区玉林市北流市下辖的一个乡镇级行政单位。

## 行政区划
城南街道下辖以下地区：
新松社区、永丰社区、永顺社区和新兴社区。